# 崇基山
崇基山位於沙田馬料水，是香港中文大學校園所在地。在中大建校工程開展以前，崇基學院已於崇基山以南山谷（馬料水村）建校，並獲政府授予此山土地作植林區之用。而在1950年代尾，崇基高層聯同馬料水村村民在本山山頂（今新亞書院水塔位置），以石塊砌成「崇基」大字（但在1964年已移除），崇基山因而得名。而在1963年中大創校後不久，決定將校址設於崇基山，並於翌年向崇基收回土地，以展開土地平整工程。明山爆破工程於1969年完成後，崇基山的高度由170米削減至140米，並平整出4個平台（新亞及聯合兩間書院、百萬大道，以及教職員宿舍）；而從爆破得出的沙石，則用作填築吐露港對岸的船灣淡水湖水壩。此項工程是在1978年安達臣道石礦場一、二區採礦權合併之前，全港規模最大的明山爆破工程。